# Čert a Káča (film, 1970)
Čert a Káča je česká televizní pohádka režisérky Libuše Koutné z roku 1970.

## Obsazení
| Jiřina Bohdalová | Káča                      |
| Ladislav Trojan  | čert Kleofáš              |
| Jiří Krampol     | ovčák Martin              |
| Helena Růžičková | cikánka                   |
| Jaroslav Moučka  | rychtář                   |
| Miloš Nesvadba   | čert / komediant na pouti |
| Jiří Lír         | čert                      |
| Jaroslav Mareš   | čert                      |
| Luděk Kopřiva    | Satanáš                   |
| Václav Trégl     | dráb                      |
| Antonín Jedlička | kolotočář                 |
| Vítězslav Černý  | hostinský                 |
| Jiří Růžička     | kluk na pouti             |
| Jiří Růžička st. | muž na pouti              |
| Ivan Trojan      | kluk na pouti             |
| Ondřej Trojan    | kluk na pouti             |

## Tvůrci a štáb
- Režie: Libuše Koutná
- Předloha: Božena Němcová (stejnojmenná pohádka)
- Scénář: Helena Sýkorová, Libuše Koutná
- Hlavní kameraman: František Němec
- Výroba: Alena Kaněrová
- Hudební režie: Svatoslav Rychlý
- Choreografie: Zdeněk Doležal
- Výtvarník: Miloš Nesvadba
- Scéna: Miroslav Pelc
- Kostýmy a masky: Ladislav Branč
- Zvuk: Karel Dittrich
- Střih: Věra Štěpánková
- Kameramani: Milan Dostál, Leoš Svoboda, Ota Brabec
- Asistentka režie: Dagmar Reneltová

## Produkční a technické údaje
- Premiéra: 4. říjen 1970, I. program Československé televize (od 17:05)
- Výroba: Československá televize, Vysílání pro děti a mládež, © 1970
- Barva: černobílý
- Jazyk: čeština
- Délka: cca 42 minut
- Formát obrazu: 4:3